# 우메다역
우메다역(일본어: 梅田駅, うめだえき), 오사카우메다역(일본어: 大阪梅田駅, おおさかうめだえき)은 일본 오사카부 오사카시 기타구에 있는 철도역이다. 2019년 10월 1일, 한큐 및 한신철도의 우메다역의 명칭에 '오사카'가 앞에 붙어, 오사카우메다역으로 변경되었다.

## 한신 전기 철도

### 승강장
| 1 | ■ 직통특급 · ■ 특급        | 보통 출퇴근 시간에만 사용됨  |
| 2 | ■ 직통특급 · ■ 특급        |                              |
|   | 2 · 3호선 하차 전용 플랫폼 |                              |
| 3 | ■ 급행 · ■ 구간급행        | 아침 한 편의 직통특급이 출발 |
| 4 | ■ 보통                     |                              |

## 한큐 전철

### 승강장
| 플랫폼 | 노선              | 발착 열차                                                          | 목적지                                                                                       |
| ------ | ----------------- | ------------------------------------------------------------------ | -------------------------------------------------------------------------------------------- |
| 1      | ■ 교토 본선       | ■특급・■보통                                                       | 교토(가와라마치)・가라스마・가쓰라・기타센리・아와지・주소・아라시야마 방면                  |
|        | 교토 본선         | 1호선 하차 전용 플랫폼                                             | 1호선 하차 전용 플랫폼                                                                       |
|        | 교토 본선         | 2호선 하차 전용 플랫폼                                             | 2호선 하차 전용 플랫폼                                                                       |
| 2      | ■ 교토 본선       | ■통근 특급・■쾌속 급행 ■준급 (극히 일부)・■보통                    | 교토（가와라마치）・가라스마・가쓰라・기타센리・아와지・주소・아라시야마 방면                |
| 3      | ■ 교토 본선       | ■쾌속 특급・■쾌속・■준급・■보통                                    | 교토(가와라마치)・가라스마・가쓰라・기타센리・아와지・주소・아라시야마 방면                  |
|        | 교토 본선         | 3호선 하차 전용 플랫폼                                             | 3호선 하차 전용 플랫폼                                                                       |
|        | 다카라즈카 본선   | 4호선 하차 전용 플랫폼                                             | 4호선 하차 전용 플랫폼                                                                       |
| 4      | ■ 다카라즈카 본선 | ■급행・■통근 준급 ■보통 (일부)                                     | 다카라즈카・히바리가오카하나야시키・가와니시노세누치・이시바시・주소・미노・닛세이 중앙 방면 |
| 5      | ■ 다카라즈카 본선 | ■통근급행 ■급행(일부)・■보통                                       | 다카라즈카・히바리가오카하나야시키・가와니시노세누치・이시바시・주소・미노・닛세이 중앙 방면 |
|        | 다카라즈카 본선   | 5호선 하차 전용 플랫폼                                             | 5호선 하차 전용 플랫폼                                                                       |
|        | 다카라즈카 본선   | 6호선 하차 전용 플랫폼                                             | 6호선 하차 전용 플랫폼                                                                       |
| 6      | ■ 다카라즈카 본선 | ■특급 닛세이 익스프레스 ■통근 준급 ■보통（미노 가고 포함）         | 다카라즈카・히바리가오카하나야시키・가와니시노세누치・이시바시・주소・미노・닛세이 중앙 방면 |
| 7      | ■ 고베 본선       | ■보통                                                              | 고베（산노미야）・니시노미야키타구치 ・주소・신카이치・고속 고베・산요 전철 선 방면          |
|        | 고베 본선         | 7호선 하차 전용 플랫폼                                             | 7호선 하차 전용 플랫폼                                                                       |
|        | 고베 본선         | 8호선 하차 전용 플랫폼                                             | 8호선 하차 전용 플랫폼                                                                       |
| 8      | ■ 고베 본선       | ■특급（주간에만） ■급행(평일에 한함) ■통근급행 ■보통（새벽・야간） | 고베(산노미야)・니시노미야키타구치・주소・신카이치・고속 고베・산요 전철 선 방면             |
| 9      | ■ 고베 본선       | ■특급・■통근특급 ■쾌속급행・■급행 ■보통(새벽・심야)                | 고베(산노미야)・니시노미야키타구치・주소・신카이치・고속 고베・산요 전철 선 방면             |
|        | 고베 본선         | 9호선 하차 전용 플랫폼                                             | 9호선 하차 전용 플랫폼                                                                       |

## 오사카시 고속 전기궤도

### 역 구조
섬식 승강장 1면 2선을 가진 지하역으로, 1호선과 2호선 사이는 벽으로 구분되어 있지만, 벽에 열린 출입구를 통해 출입이 가능하다. 개찰구는 홈 나카츠 쪽의 '북 개찰구', 홈 중간 부근의 '중 개찰구', 홈 요도야바시 쪽의 '남 개찰구'가 있다. 중앙 개찰구와 남쪽 개찰구 사이에는 역내 상업시설인 ekimo 우메다(ekimo Umeda)가 있으며, 14개의 점포가 입점해 있다.

### 승강장
| 번선 | 노선         | 목적지                                 |
| ---- | ------------ | -------------------------------------- |
| 1    | ■ 미도스지선 | 난바 · 덴노지 · 아비코 · 나카모즈 방면 |
| 2    | ■ 미도스지선 | 신오사카 · 에사카 · 미노카야노 방면    |

- 역의 나카츠 방면에는 상하선을 연결하는 편도선이 설치되어 있다. 이상 시에는 평소에는 나카모즈 방면 열차가 출발하는 1호선에서 역방향인 미노오카야노 방면 열차를 운행하는 경우도 있다.

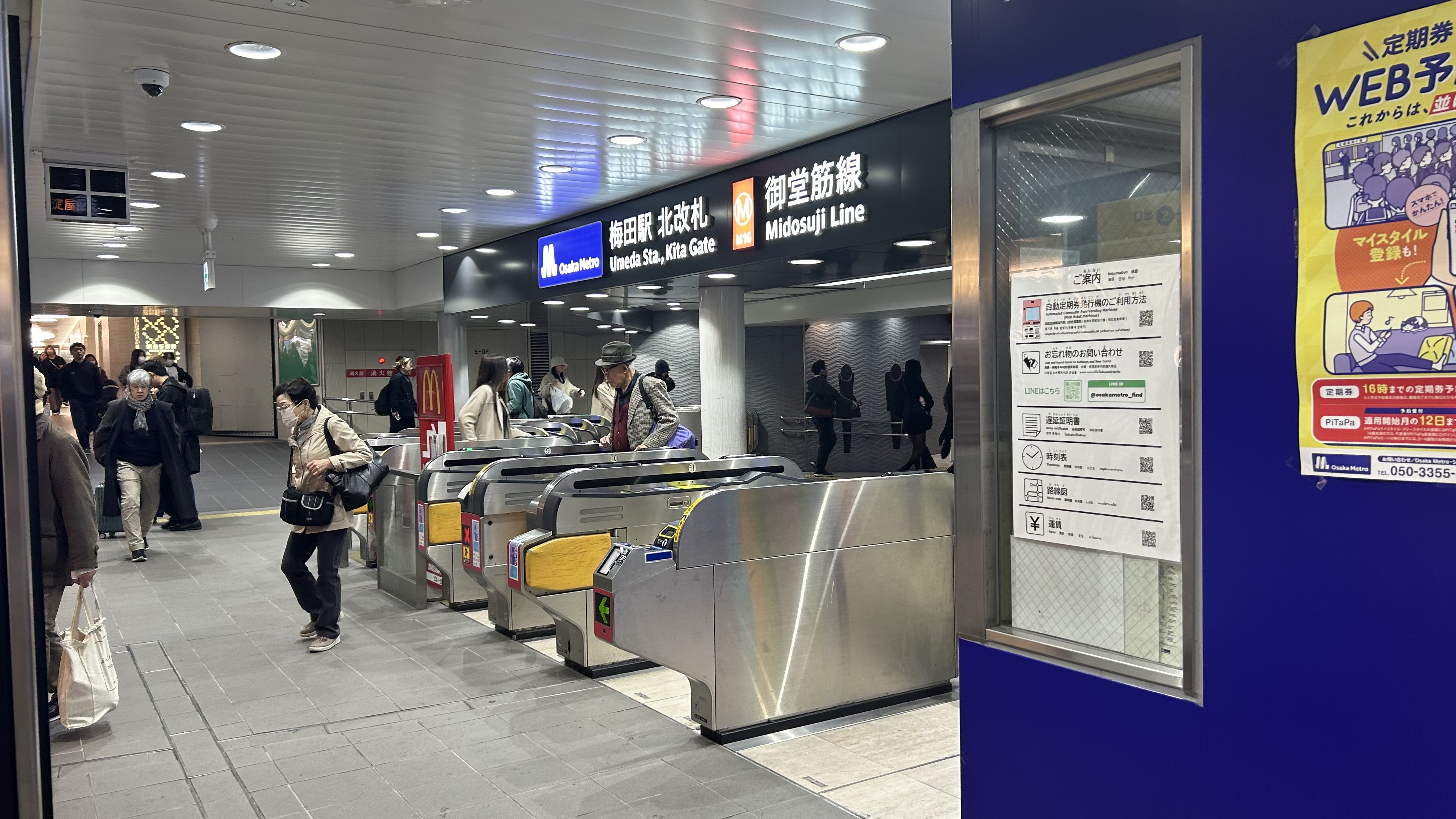
북쪽 개찰구
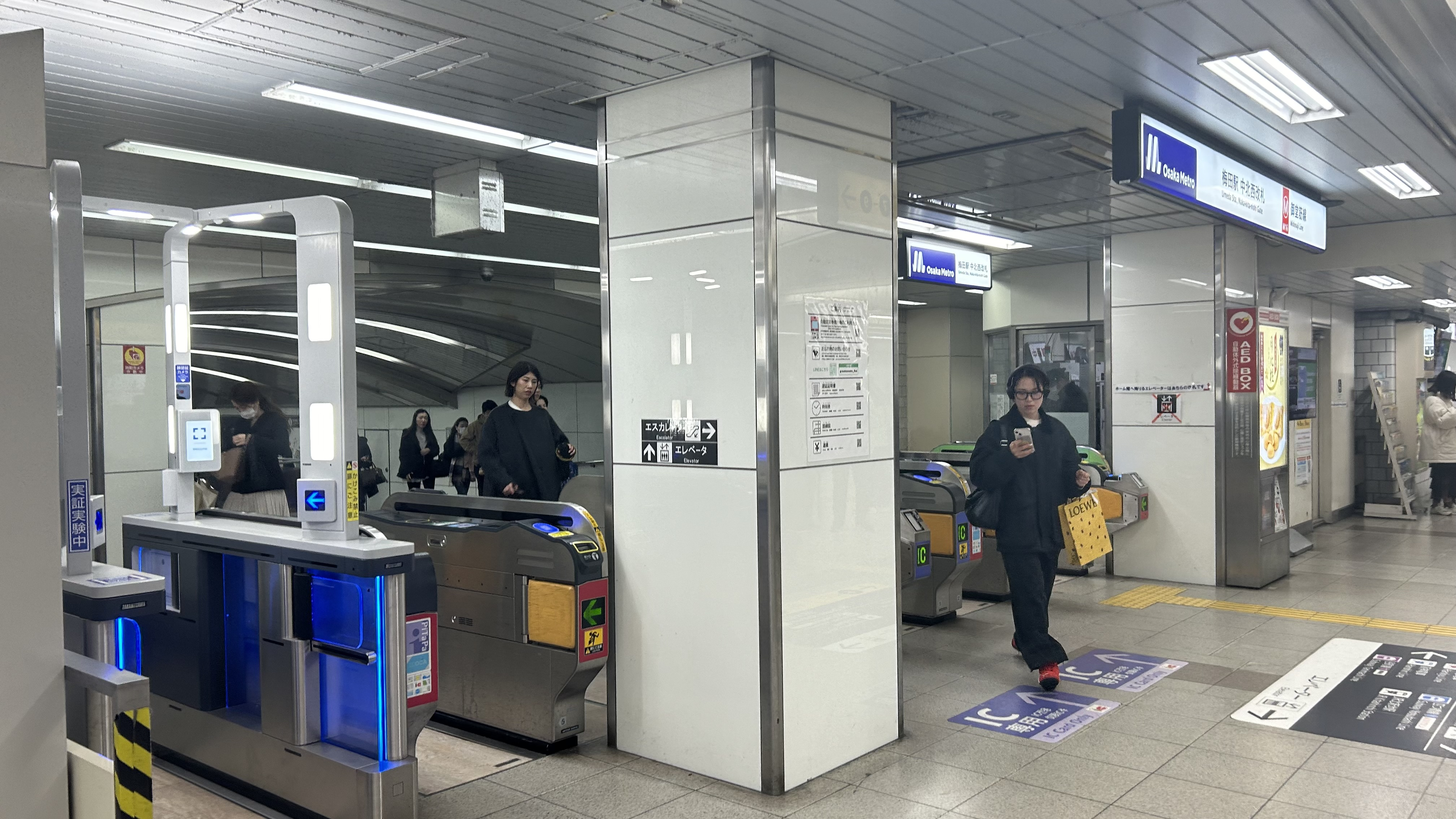
중북서 개찰구
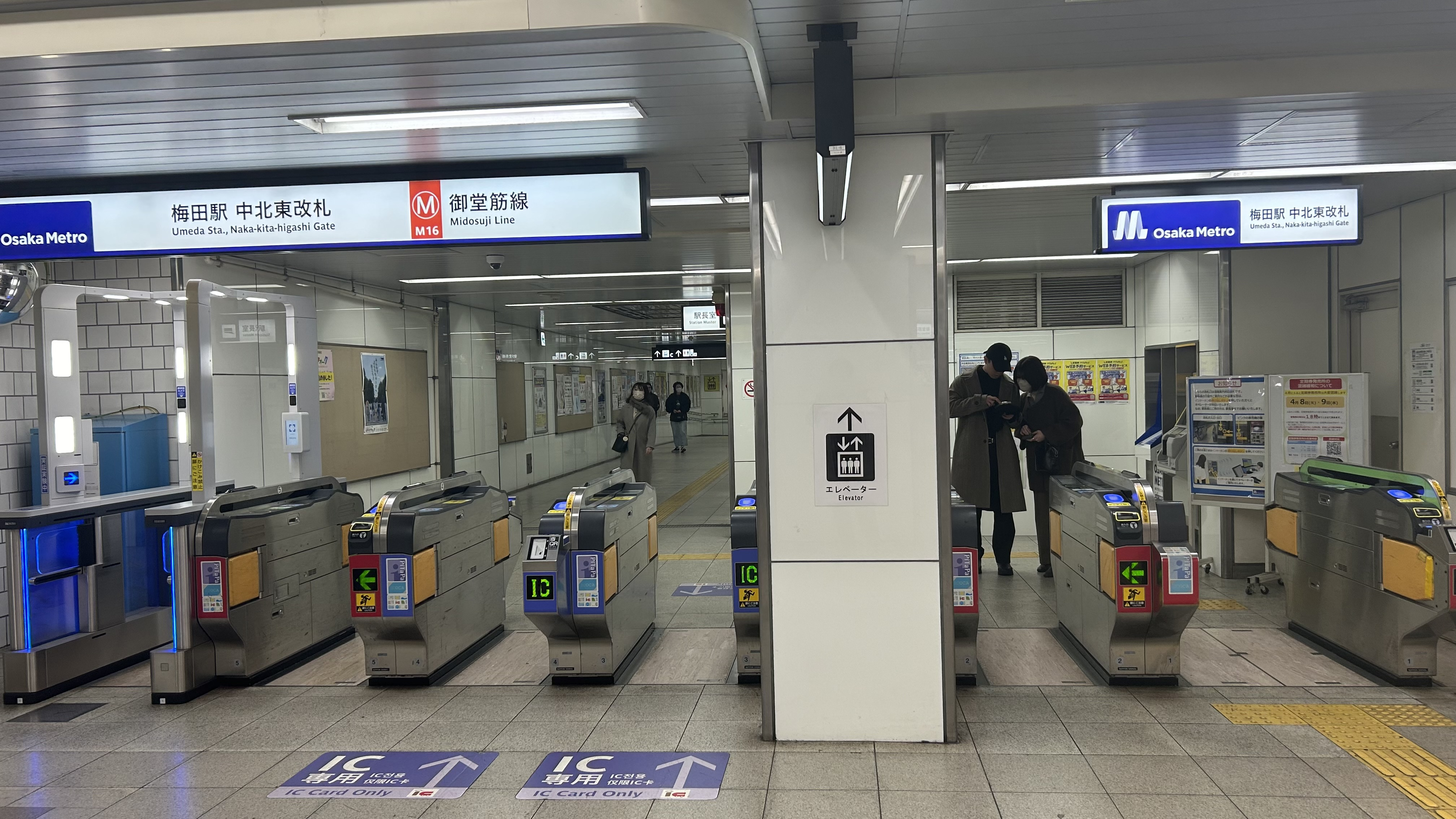
중북동 개찰구
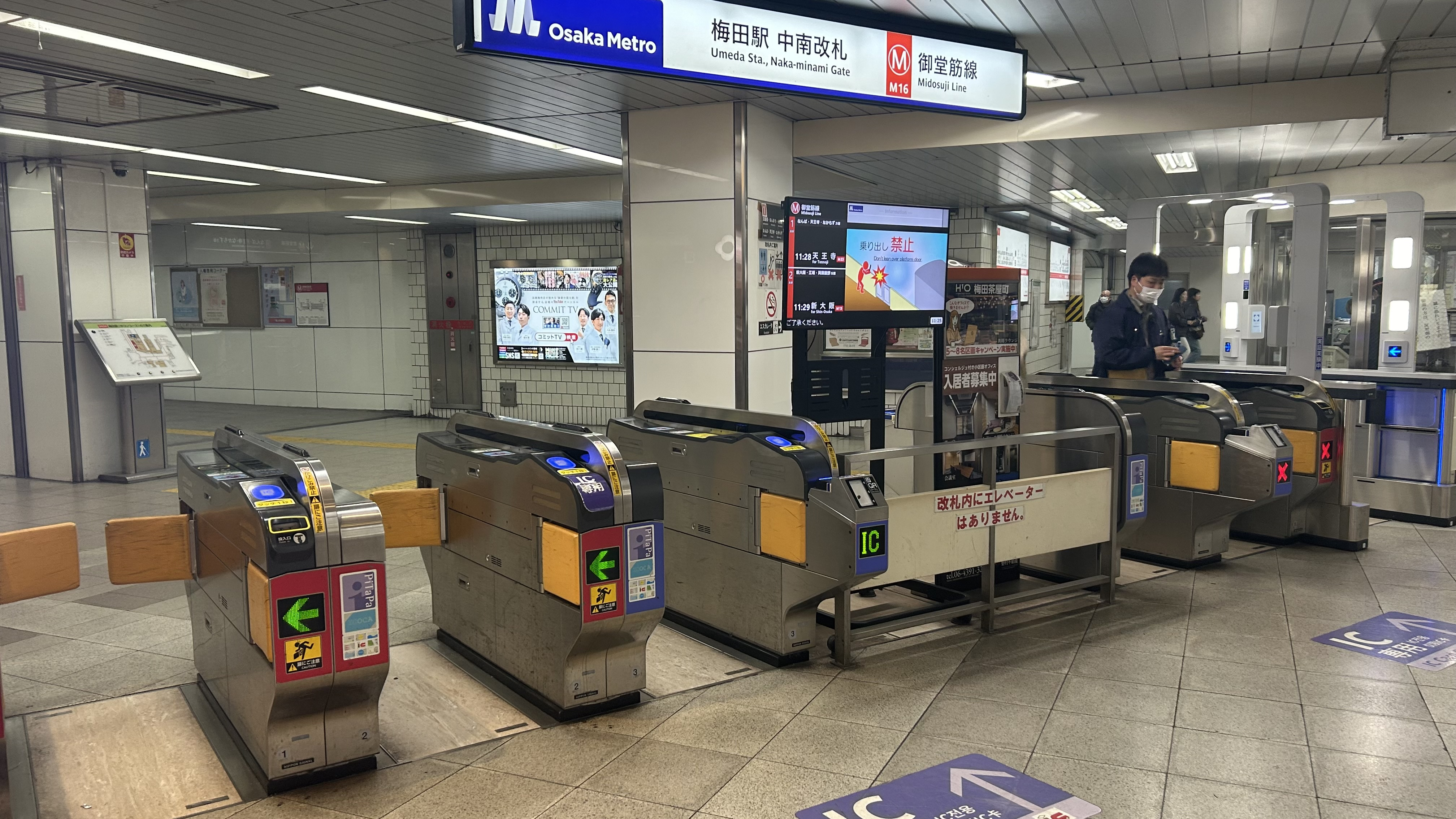
중남 개찰구
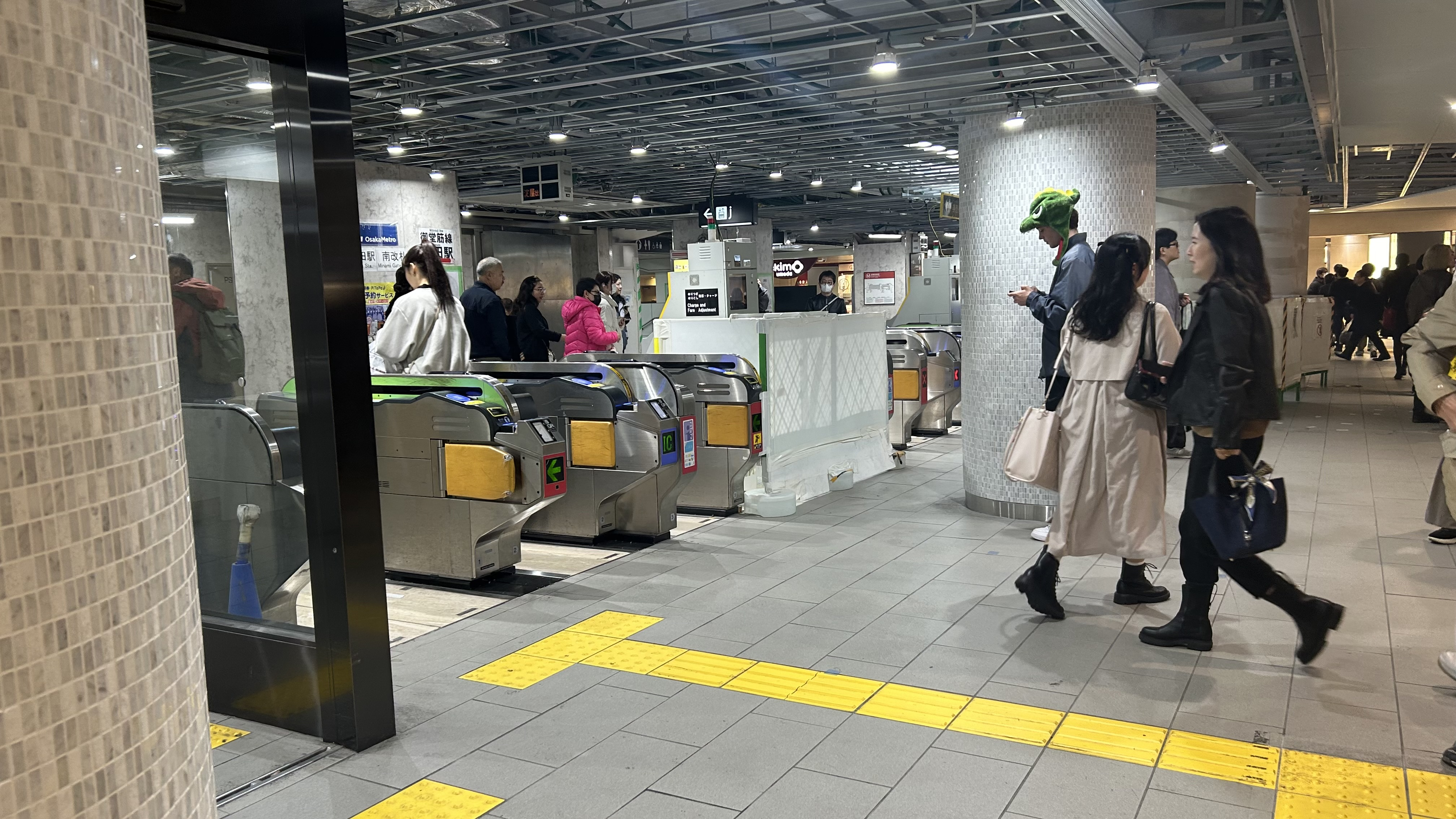
남쪽 개찰구
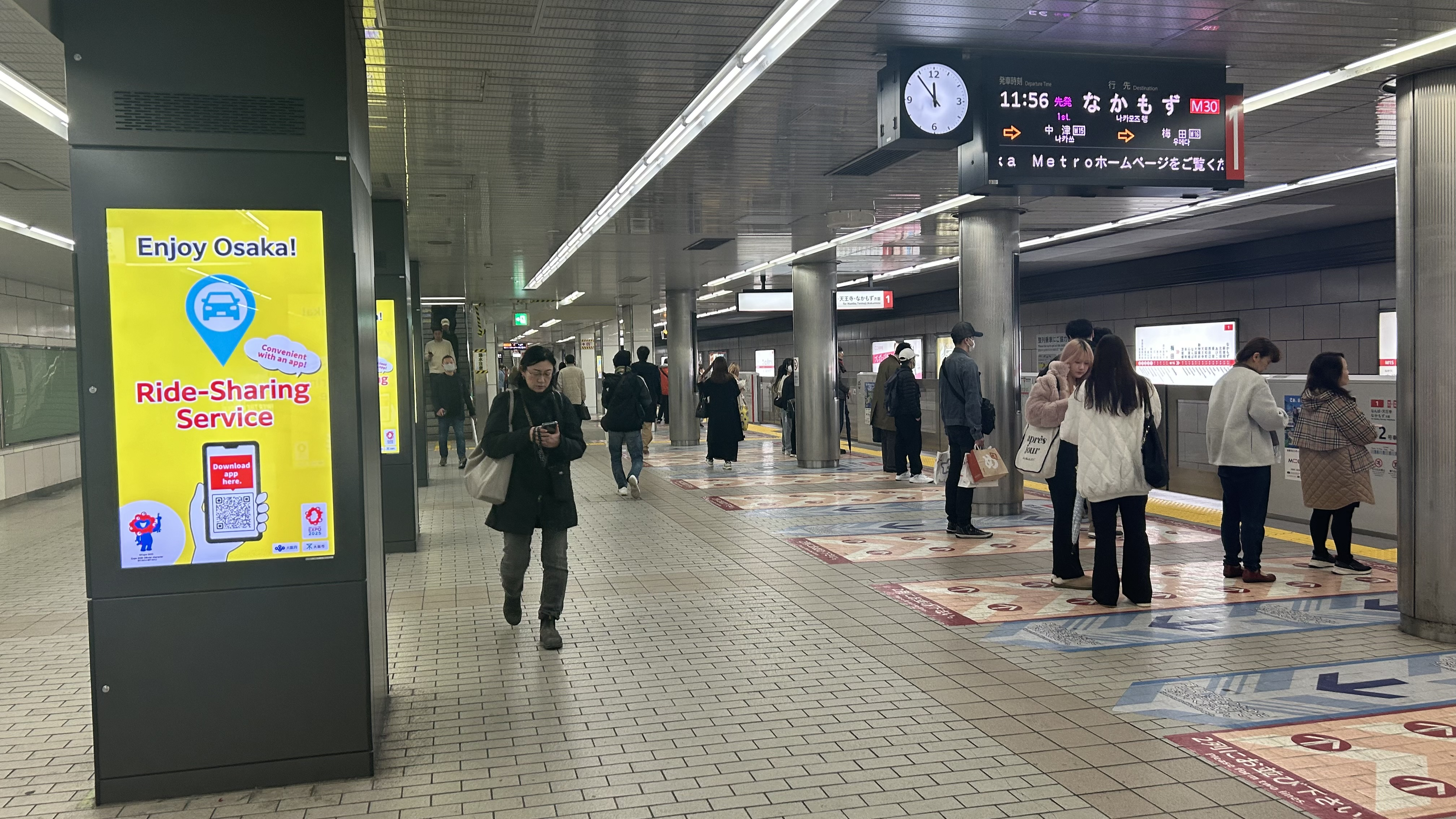
1번선 승강장
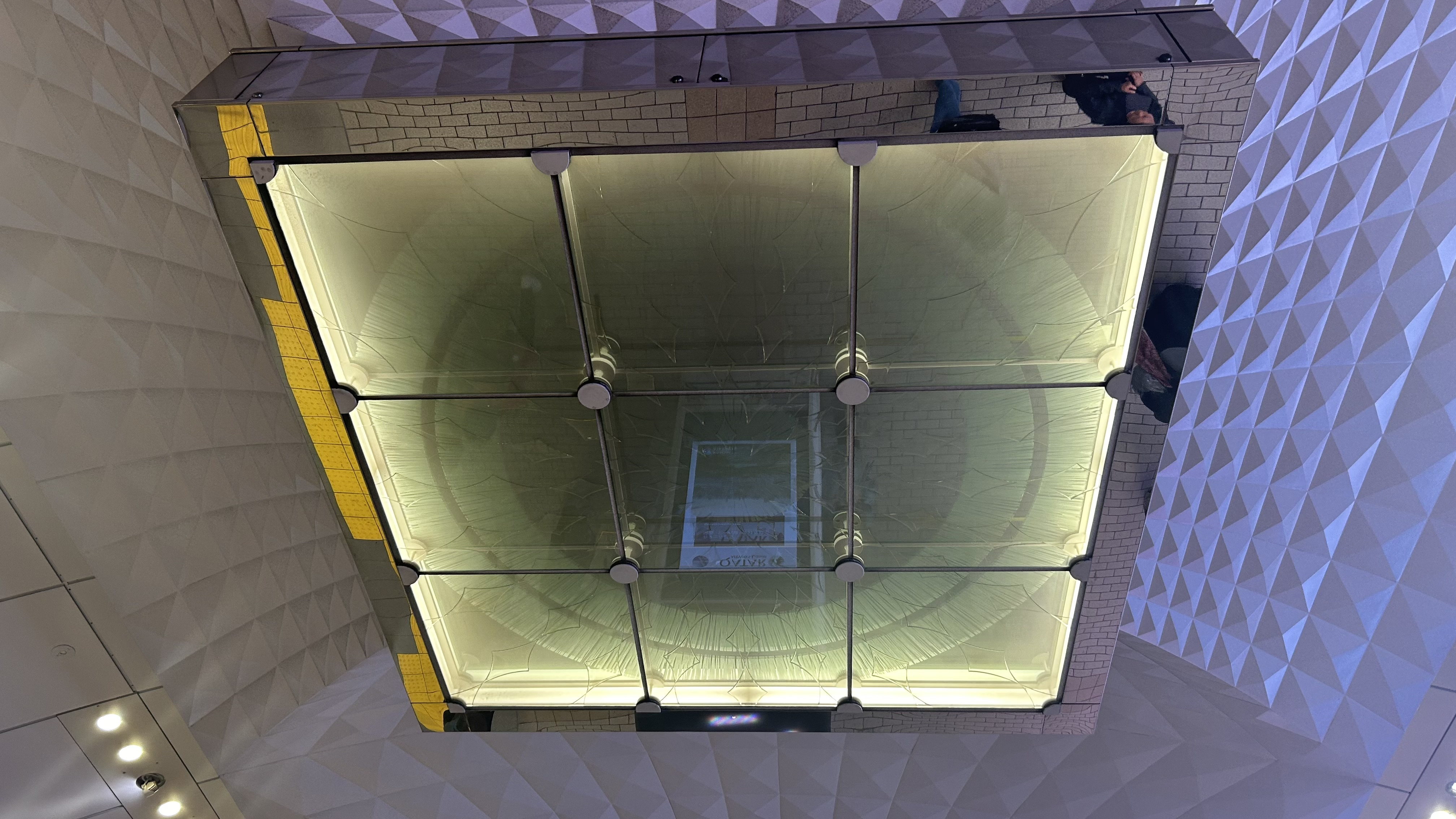
승강장 조명

### 출구
| 출구 번호 | 출구 주변                                                                                              | 연결 개찰구             | 비고 |
| --------- | --- | ----------------------- | ---- |
| 1         | 한큐전철・한큐 3번가                                                                                   | 북쪽 개찰구             |      |
| 2         | 한큐전철・한큐 3번가                                                                                   | 북쪽 개찰구             |      |
| 3A        | JR선(오사카역 미도스지 북쪽 출구)・오사카 스테이션시티                                                 | 북쪽 개찰구             |      |
| 3B        | | 북쪽 개찰구             |      |
| 4         | 요도바시 우메다 연결통로                                                                               | 북쪽 개찰구             |      |
| 5         | 요도바시 우메다 연결통로                                                                               | 북쪽 개찰구             |      |
| 6         | 한큐전철・한큐 백화점                                                                                  | 중북 개찰구 중남 개찰구 |      |
| 7         | 요쓰바시선 니시우메다역                                                                                | 중북 개찰구 중남 개찰구 |      |
| 8         | JR선(오사카역 동쪽 출구)                                                                               | 중북 개찰구 중남 개찰구 |      |
| 9         | JR선(오사카역 동쪽 출구)                                                                               | 중북 개찰구 중남 개찰구 |      |
| 11        | 한큐 백화점                                                                                            | 남쪽 개찰구             |      |
| 12        | | 남쪽 개찰구             |      |
| 13        | 화이티 우메다・소네자키 경찰서・오사카역 앞 제1・2・3・4 빌딩 우메다 주택관리 센터・우메다 시세 사무소 | 남쪽 개찰구             |      |
| 14        | 화이티 우메다・소네자키 경찰서・오사카역 앞 제1・2・3・4 빌딩 우메다 주택관리 센터・우메다 시세 사무소 | 남쪽 개찰구             |      |
| 15        | 화이티 우메다・소네자키 경찰서・오사카역 앞 제1・2・3・4 빌딩 우메다 주택관리 센터・우메다 시세 사무소 | 남쪽 개찰구             |      |
| 16        | | 남쪽 개찰구             |      |
| 17        | 한신선 한신 우메다역・한신 백화점                                                                      | 남쪽 개찰구             |      |
| 18        | 한신선 한신 우메다역・한신 백화점                                                                      | 남쪽 개찰구             |      |

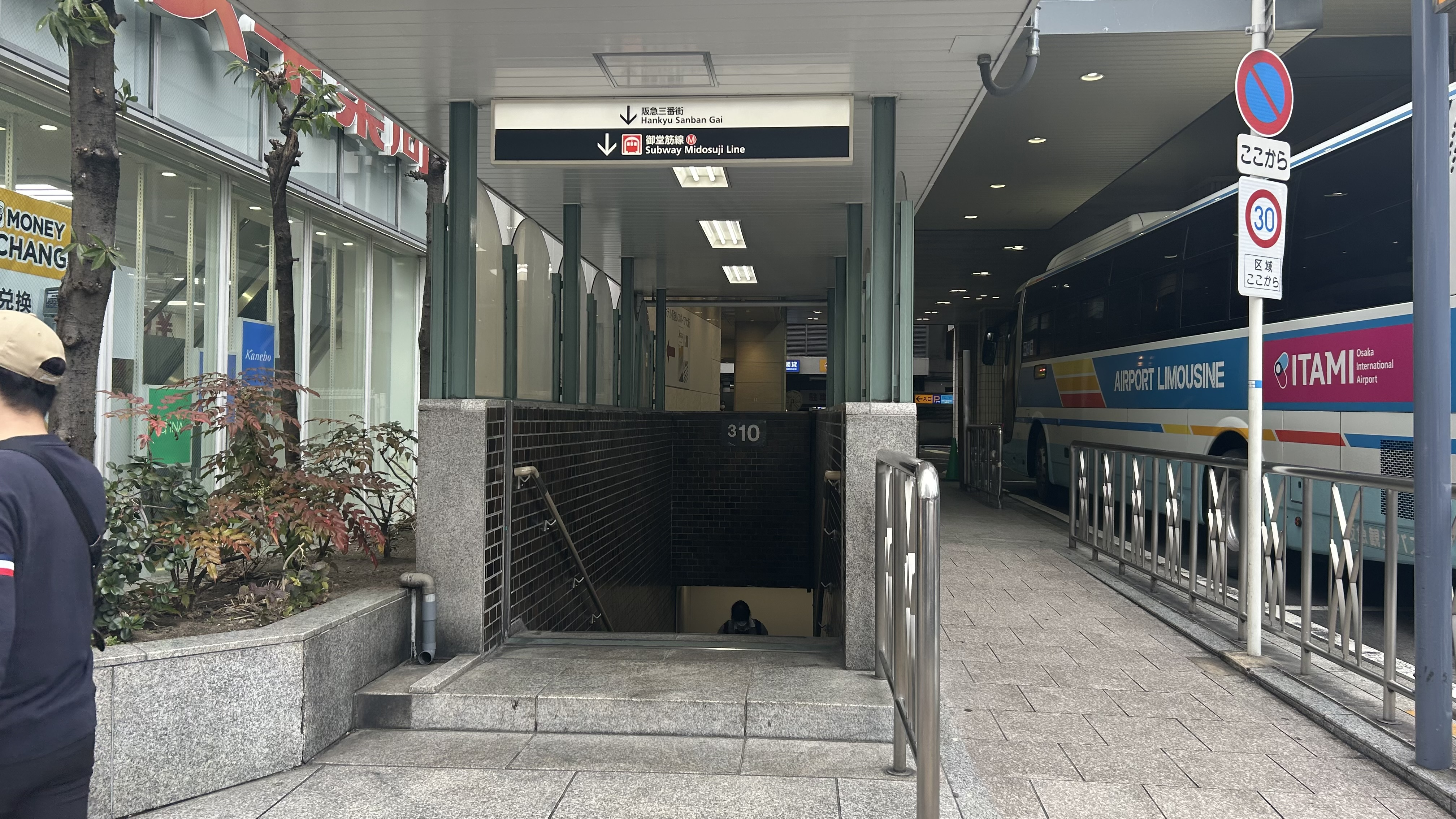
1번 출입구
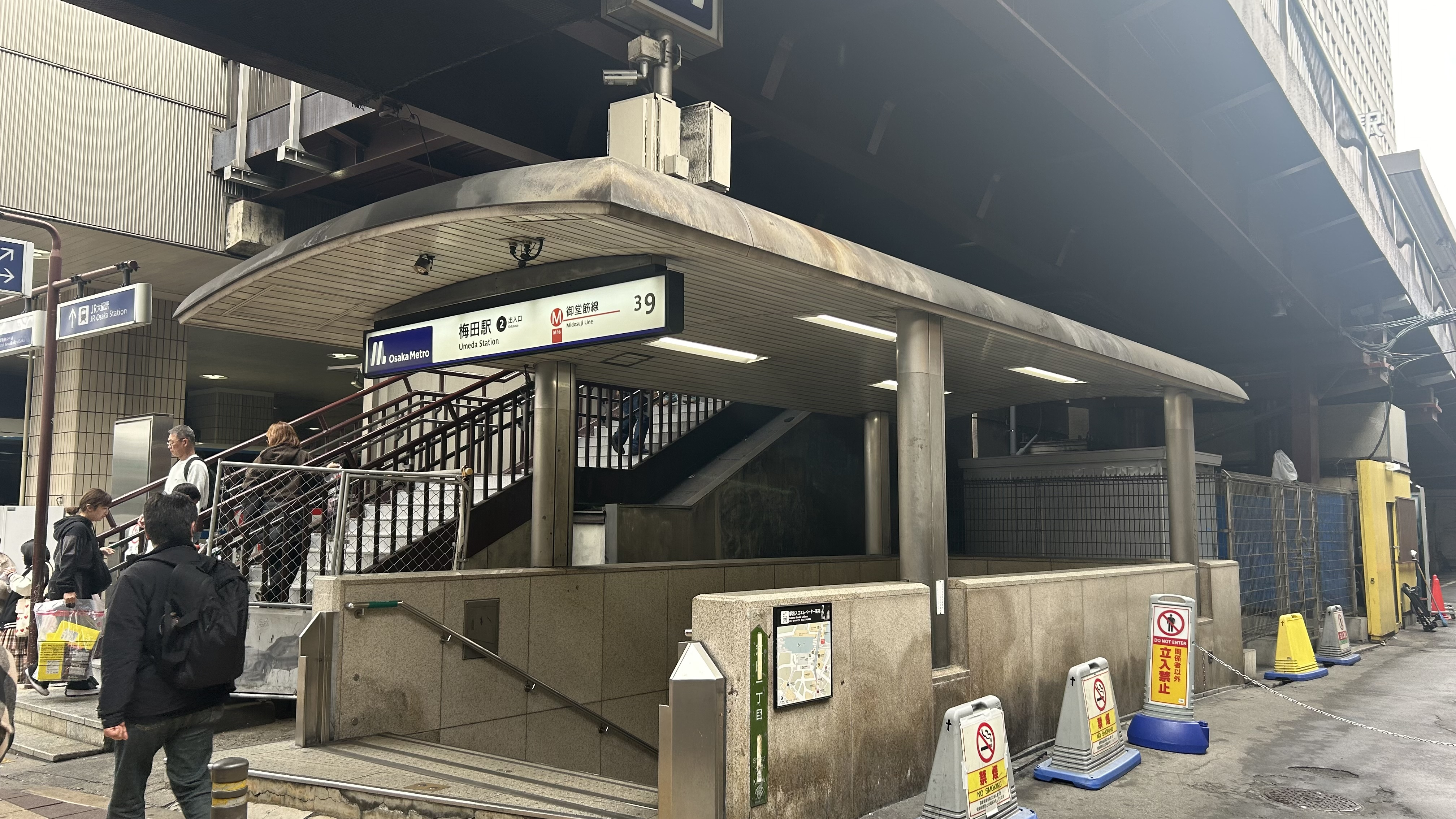
2번 출입구
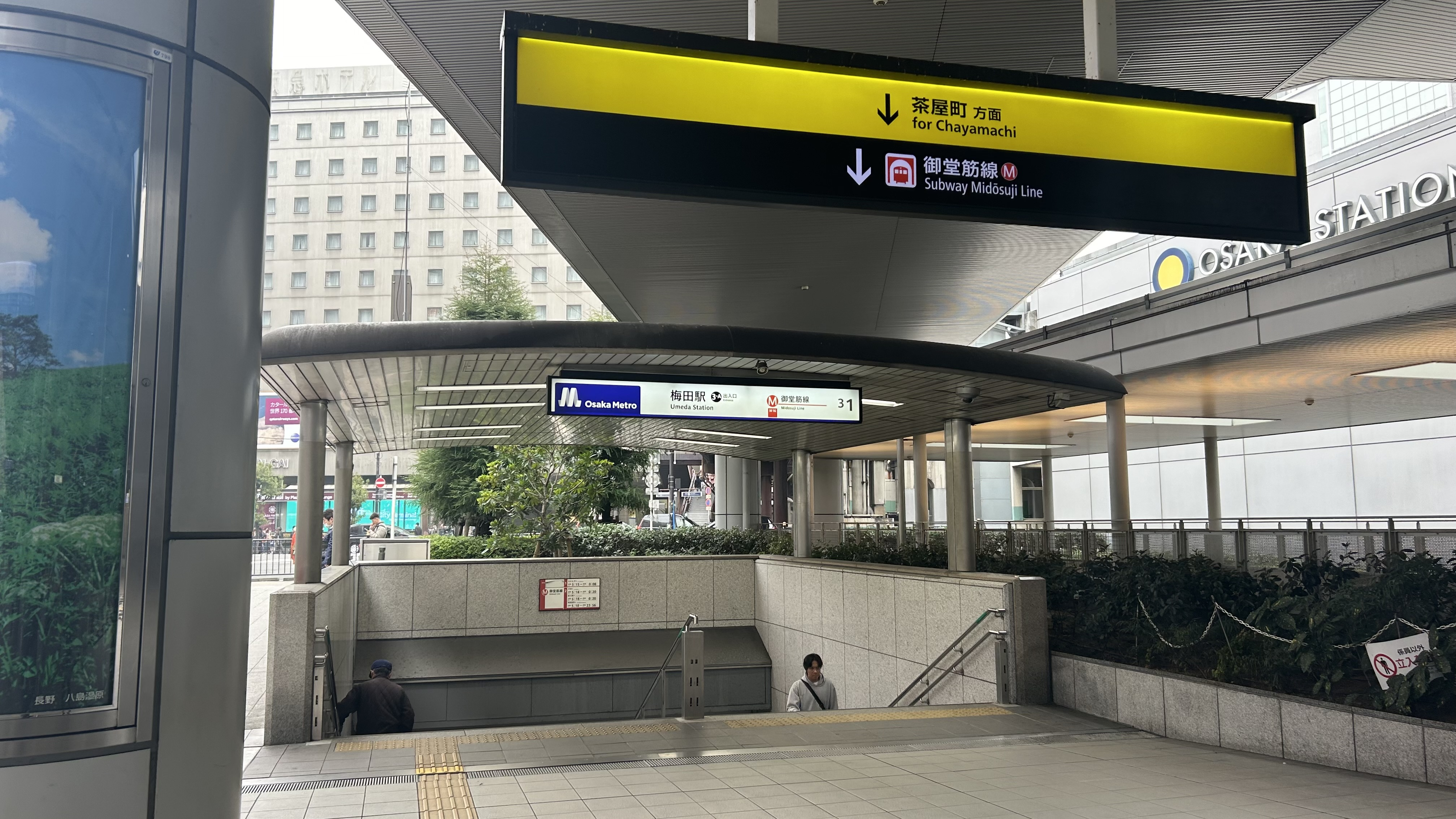
3A번 출입구
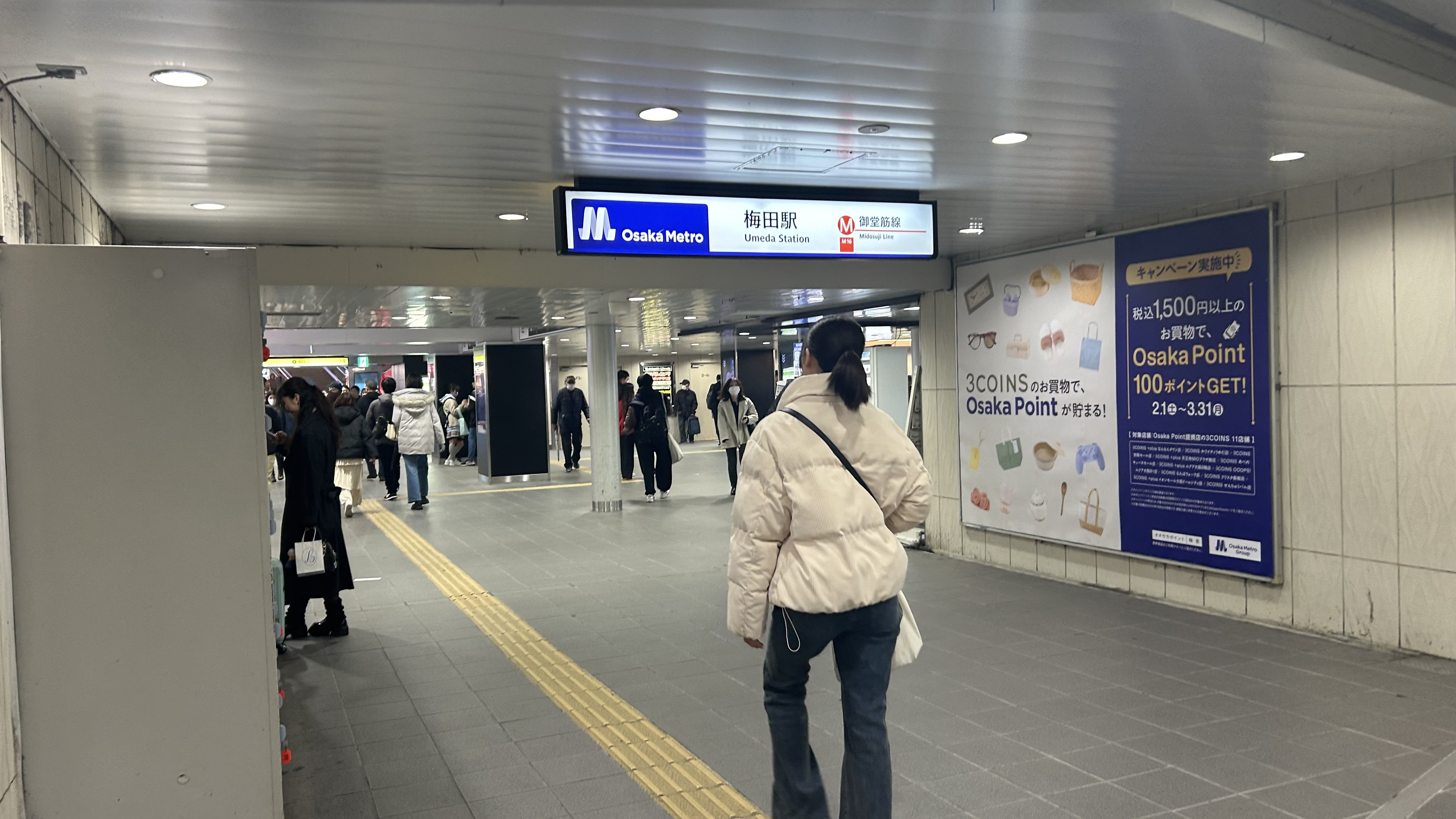
3B번 출입구
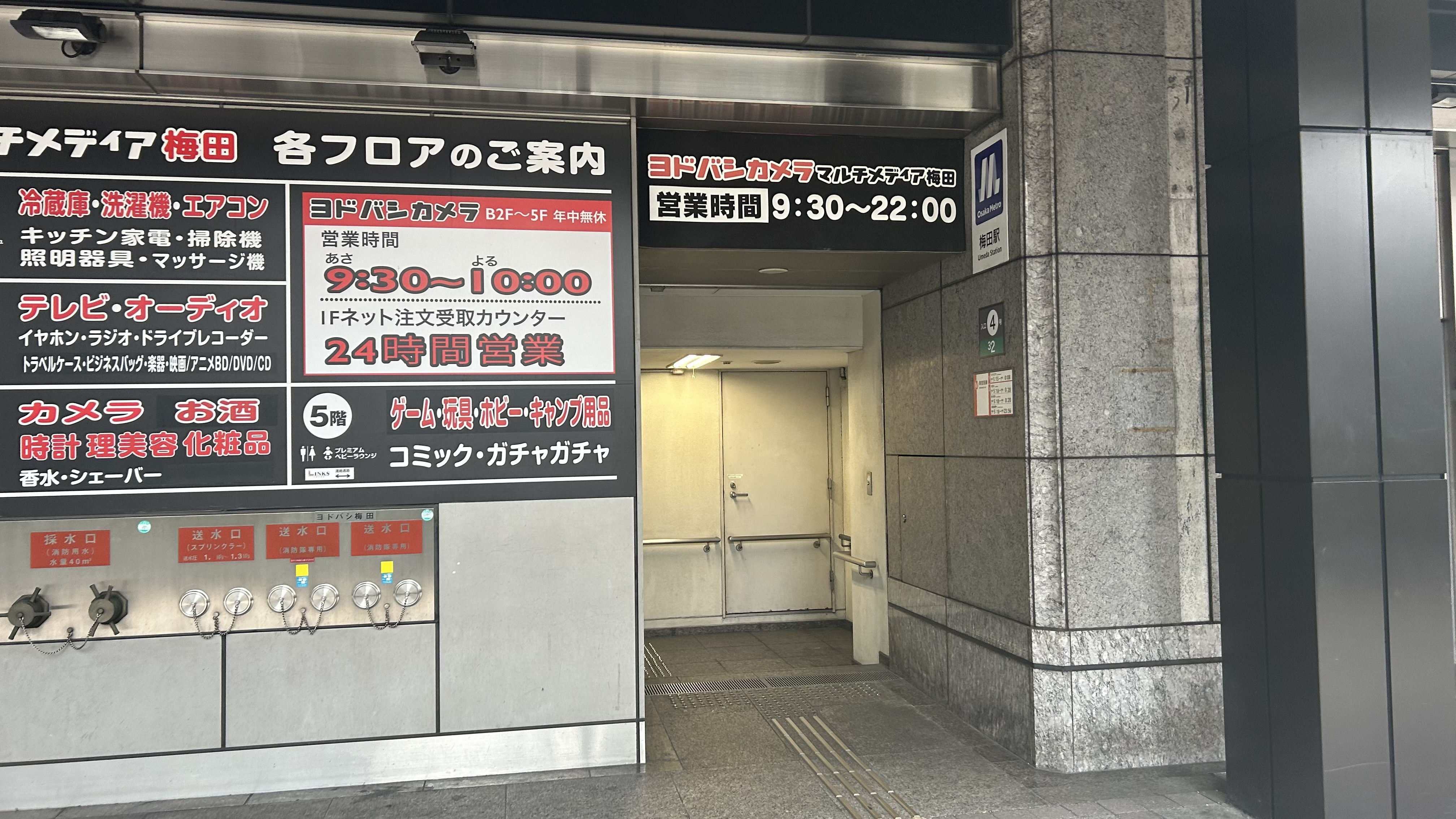
4번 출입구
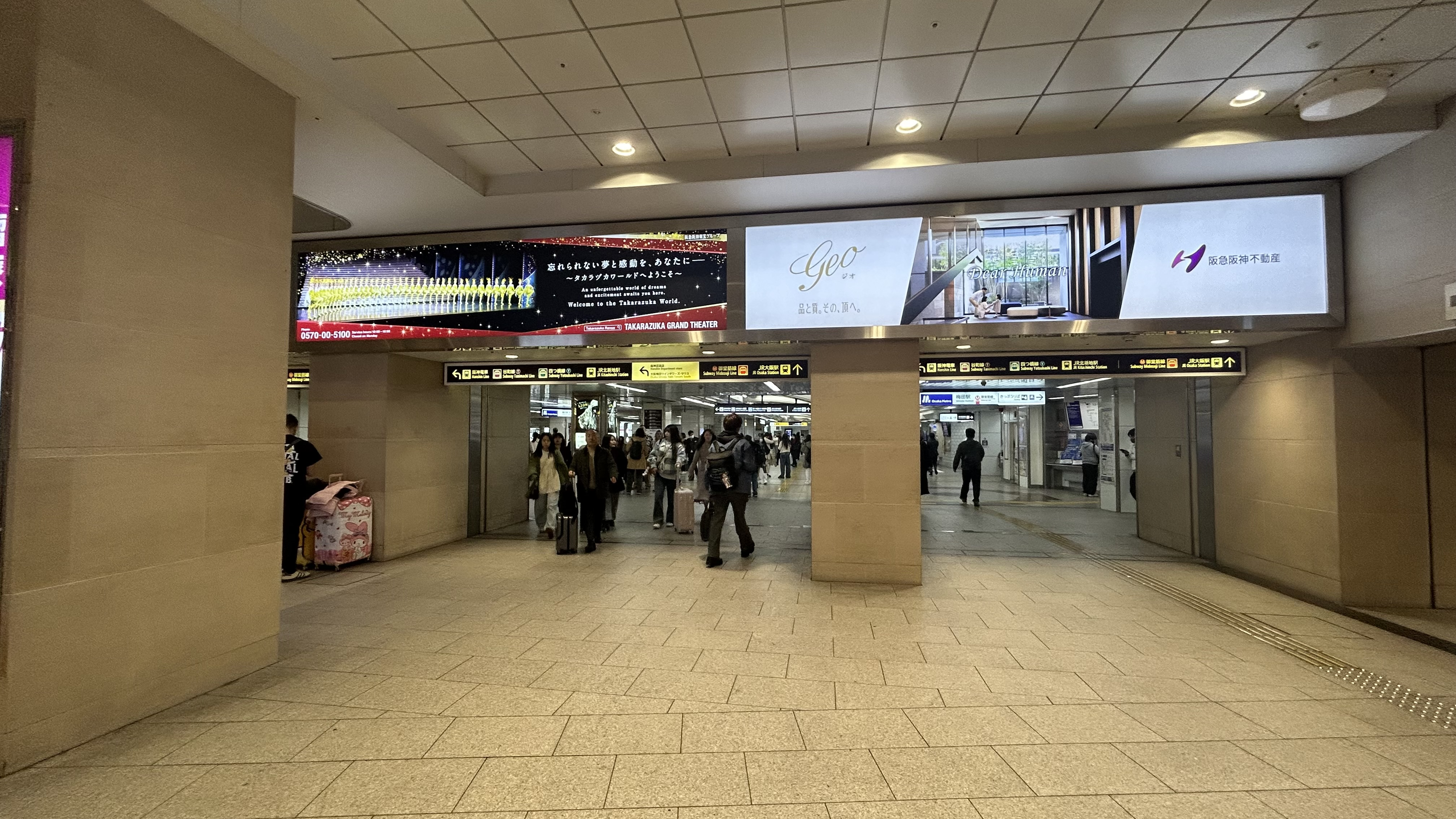
6번 출입구
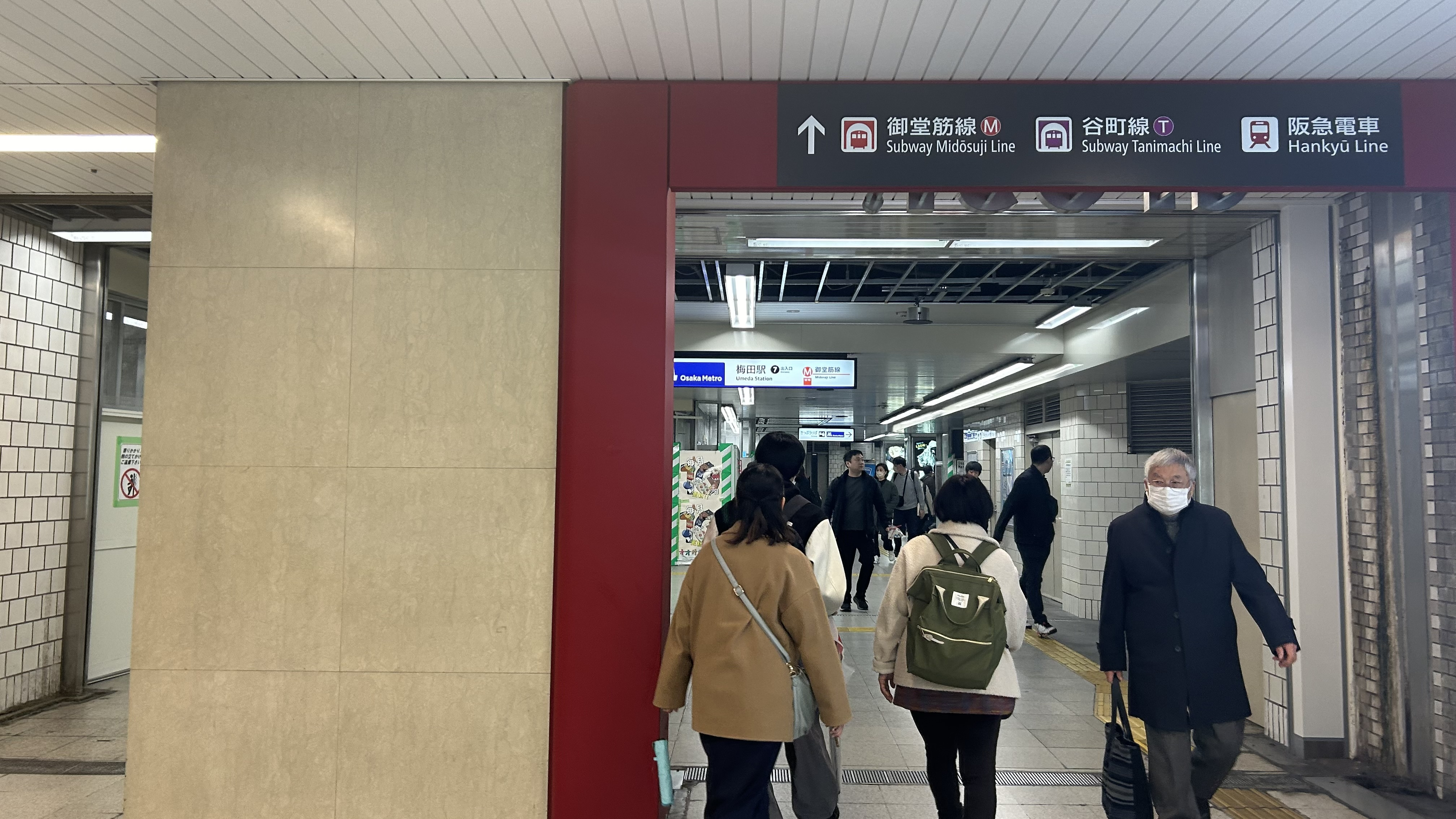
7번 출입구
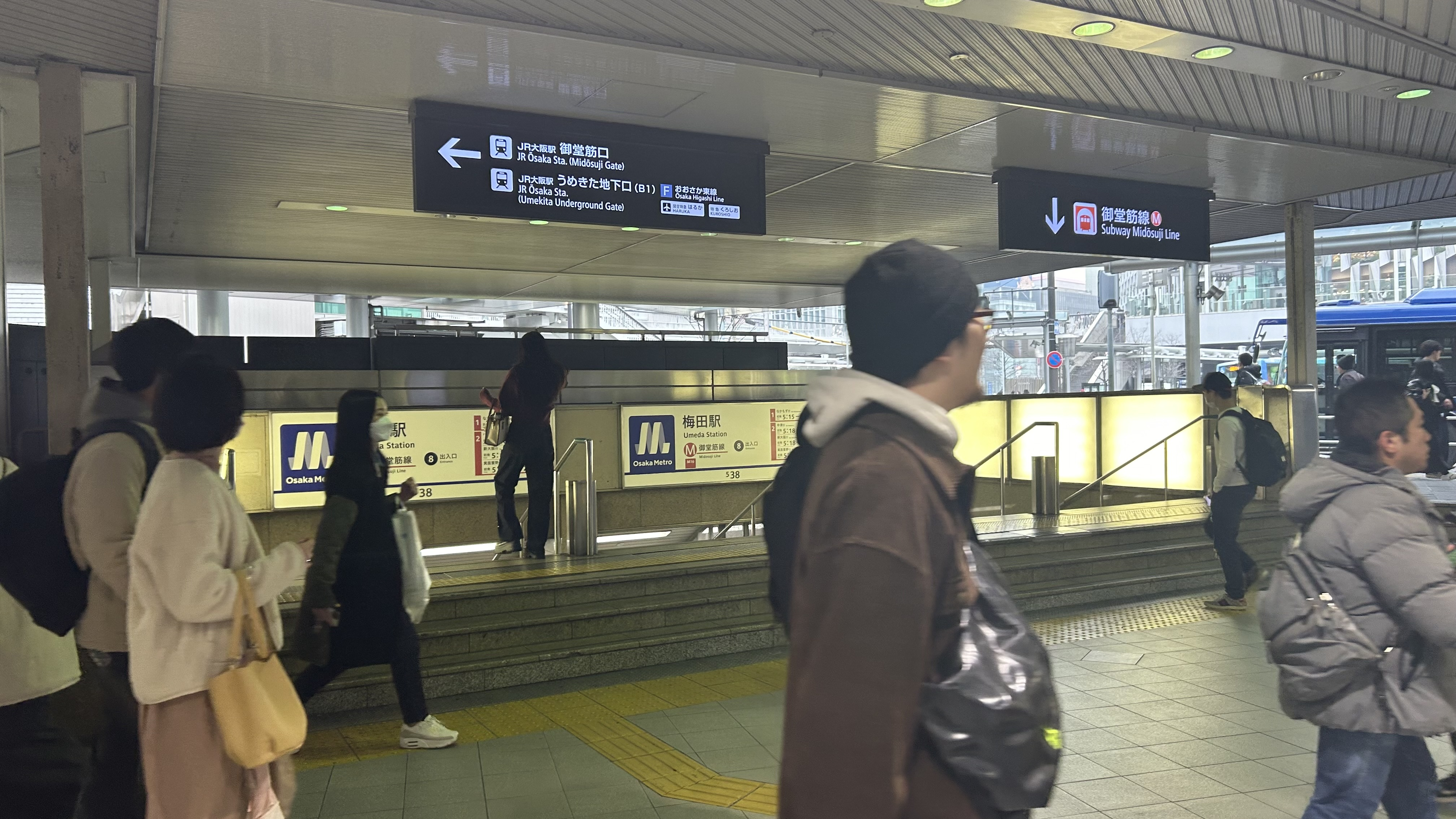
8번 출입구
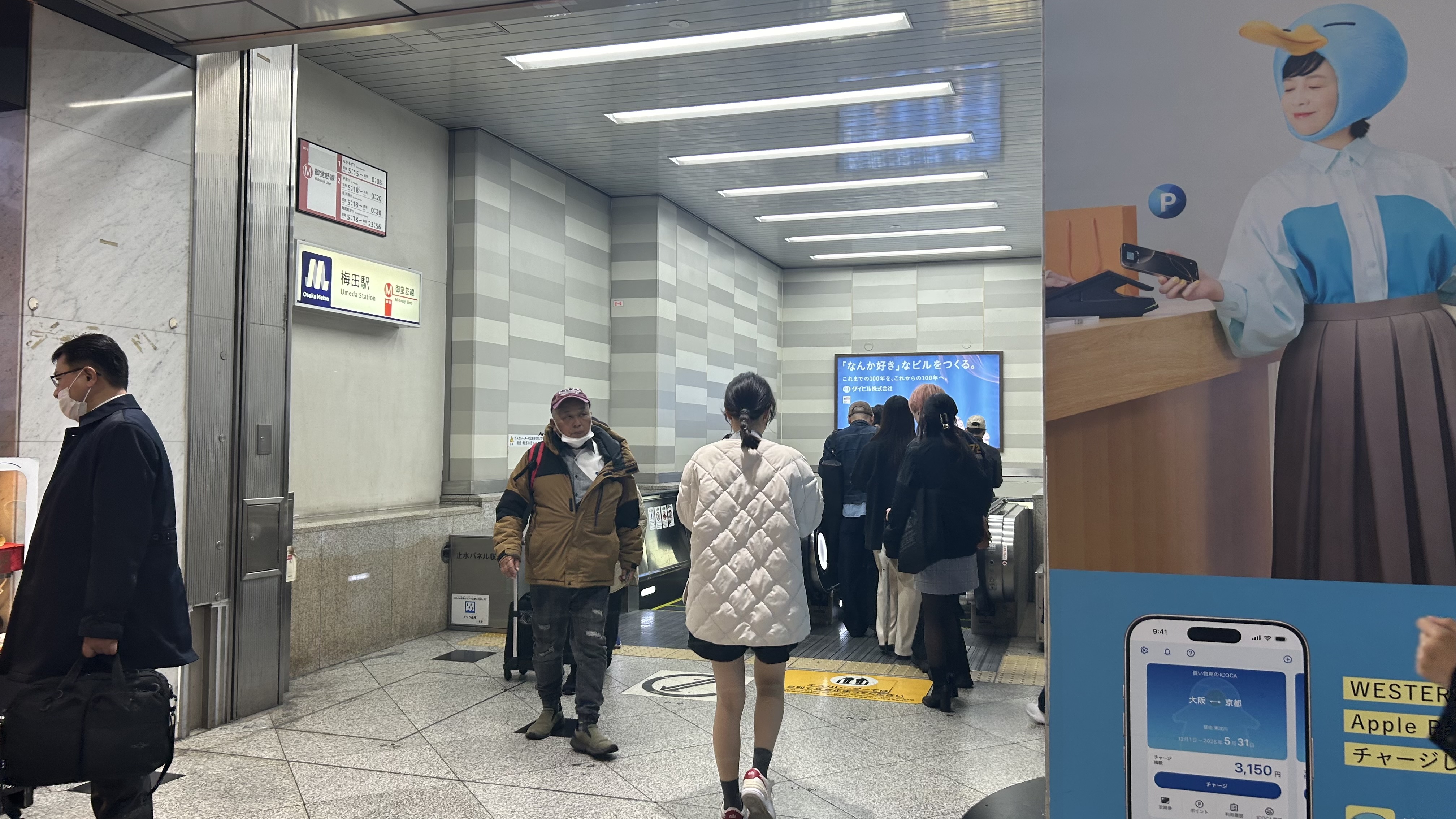
9번 출입구
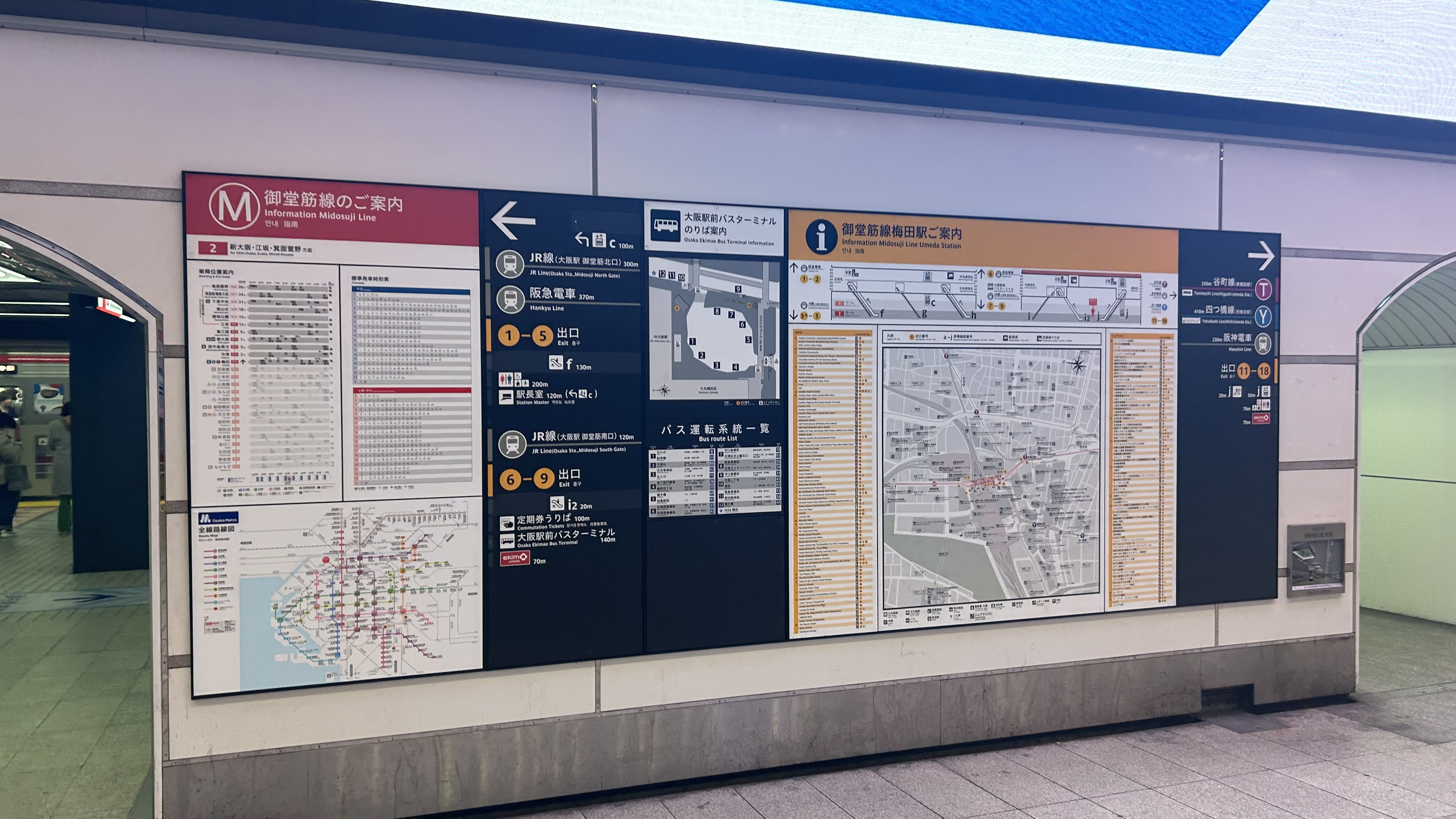
출구 안내

## 역세권 정보
- 오사카역 - 서일본 여객철도 JR 교토 선(도카이도 본선), JR 고베 선(도카이도 본선)
- 기타신치역 - 서일본 여객철도 JR 도자이 선
- 니시우메다역 - 요쓰바시 선
- 히가시우메다역 - 다니마치 선

## 인접한 역
| 한신 전기 철도 본선          | 한신 전기 철도 본선                                  | 한신 전기 철도 본선          |
| ---------------------------- | ---------------------------------------------------- | ---------------------------- |
| 시·종착역                    | ■ 한신 본선 직통특급 · 특급                          | 아마가사키 산요히메지 방면   |
| 시·종착역                    | ■ 한신 본선 구간특급                                 | 고시엔 아오기 방면           |
| 시·종착역                    | ■ 한신 본선 급행                                     | 노다 니시노미야 방면         |
| 시·종착역                    | ■ 한신 본선 구간급행 · 보통                          | 후쿠시마 고속 고베 방면      |
| 한큐 전철 고베 본선          |                                                      |                              |
| 시·종착역                    | ■ 한큐 고베 본선 보통 열차 제외 전 열차              | 주소 신카이치 방면           |
| 시·종착역                    | ■ 한큐 고베 본선 보통                                | 나카쓰 고베산노미야 방면     |
| 한큐 전철 다카라즈카 본선    |                                                      |                              |
| 시·종착역                    | ■ 한큐 다카라즈카 본선 준급 · 보통 열차 제외 전 열차 | 주소 다카라즈카 방면         |
| 시·종착역                    | ■ 한큐 다카라즈카 본선 준급 · 보통                   | 나카쓰 다카라즈카 방면       |
| 시·종착역                    | ■ 한큐 교토 본선                                     | 주소 교토가와라마치 방면     |
| ■ 오사카 메트로 미도스지선   |                                                      |                              |
| M15 나카쓰 미노오가야노 방면 | ■ 오사카 지하철 미도스지선                           | M17 요도야바시 나카모즈 방면 |

## 같이 보기
- 오사카역
- 난바역